# Fritz Weinberg
Fritz Weinberg (geboren als Salomon Weinberg; geboren 20. Mai 1876 in Haltern, Provinz Westfalen, Königreich Preußen; gestorben 27. August 1943 in Haifa, Palästina) war ein  Rechtsanwalt in Berlin.

## Leben

### Jugend und Ausbildung
Salomon Weinberg stammte aus einer jüdischen Familie. Er besuchte die Rektoratsschule in Haltern und von 1888 bis 1893 das Gymnasium Petrinum in Recklinghausen. Danach studierte er Rechtswissenschaft in Genf (Sommersemester 1893), Berlin (Wintersemester 1893/94), München (SS 1894), Berlin (WS 1894/95) und Marburg (SS 1895, WS 1895/96). Am 9. Mai 1896 legte Fritz Weinberg beim Oberlandesgericht Kassel die erste juristische Prüfung ab. Am 12. Mai 1896 bestand er auch die mündliche Doktorprüfung, reichte jedoch erst 1917 seine schriftliche Dissertation ein.
Bereits zu dieser Zeit führte er den Vornamen Fritz (statt Salomon), ließ dies aber erst 1921 gerichtlich bestätigen.

### Juristische Tätigkeiten 1896–1933
Seit 1896 war Fritz Weinberg als Referendar beim Amtsgericht Steele, dann bei dem Landgericht und der Staatsanwaltschaft Bochum, anschließend bei dem Rechtsanwalt Otto Hünnebeck in Bochum, dem Amtsgericht Mülheim und dem Oberlandesgericht Hamm tätig. Am 29. Januar 1901 bestand er die zweite juristische Prüfung. Danach war er kurzzeitig bei der Allgemeinen Elektrizitätsgesellschaft in Berlin beschäftigt. Im Oktober 1901 wurde Fritz Weinberg als Rechtsanwalt beim Landgericht Berlin II zugelassen.
Er war er auch als Notar tätig. Seit 1931 hatte er eine gemeinsame Kanzlei mit seinem Sohn Hans Weinberg.
Fritz Weinberg gehörte zum Verband nationaldeutscher Juden, der nationalkonservativ ausgerichtet war und sich für eine weitgehende Eingliederung der Juden in die deutsche Kultur und gegen zionistische Bestrebungen aussprach.

### Emigration 1933–1943
1933 wurde ihm die Zulassung als Rechtsanwalt entzogen. Er emigrierte nach Frankreich und gehörte zu den Gründungsmitgliedern der Association des Émigrés Allemands en France (Verband der deutschen Emigranten in Frankreich) im Juni 1933. Wahrscheinlich 1941 zog er weiter nach Palästina, wo er 1943 starb.

## Familie
- Großvater Levi Samuel Weinberg (1815 – 7. Oktober 1880,  Münster)
- Großmutter (väterlicherseits) Juli Kemper (um 1820 – 21. Februar 1884 in Haltern)
- Vater Leopold Weinberg (26. Januar 1842 – 20. August 1927), Kaufmann, Gemeindevorsteher in Haltern bis 1913
- Mutter Eva Heymann
- Schwester Henriette Werther (29. März 1879 – 4. August 1948 in Chicago, Illinois), heiratete Dr. Julius Werther
- Ehefrau Lucie Lehmann (6. März 1872 in Fürth – 1954 in Israel)
- Sohn Hans Rudolf Weinberg (15. April 1905 in Berlin – nach 1934), Jurastudium in Berlin, 1926 Referendarexamen, danach als Referendar im Vorbereitungsdienst in Berlin, Promotion 1928 an der Universität Bonn,[7] gemeinsame Rechtsanwaltskanzlei mit dem Vater 1931–1933, danach wohnhaft in Berlin ohne Anwaltszulassung bis Ende 1933 oder 1934[8], danach keine weiteren Informationen
- Tochter Elisabeth Charlotte Lilo Weinberg (* 1. August 1911 in Berlin)
- Sohn Ernst Leopold Weinberg (* 20. Februar 1917)

## Adressen
- Haltern, Rekumer Straße 27, Kindheit
- Berlin, Jüdenstraße 51 / 52, 1902, erste Wohnung in Berlin
- Berlin, Königstr. 37, 1903– , Wohnung[9]
- Berlin, Klosterstraße 77, –1931, Rechtsanwaltskanzlei[10]
- Grunewald bei Berlin, Winkelstr. 17, –1933, letzte Wohnung in Deutschland
- Berlin C2 (Mitte), Königsstraße 22–24, 1931–1933, Rechtsanwaltskanzlei mit dem Sohn Hans Weinberg[11]

## Veröffentlichungen
- Die Kammer für Handelssachen als Berufungsinstanz. In: Deutsche Richterzeitung 1911, 4, S. 125–127.
- Die neue Bekanntmachung des Bundesrats vom 14. Dezember 1916 über die Geschäftsaufsicht zur Abwendung des Konkurses. Berlin 1917 (Dissertation).
- Die neue Bekanntmachung des Bundesrats über die Geschäftsaufsicht zur Abwendung des Konkurses vom 14. Dezember 1916. Mit einer systematischen Darstellung ... und einem Sachregister. Für den praktischen Gebrauch. Spaeth & Linde, Berlin 1917.
- Die Geschäftsaufsicht zur Abwendung des Konkurses in der Fassung der Verordnungen vom 8. Februar und 14. Juni 1924. Spaeth & Linde, Berlin 1924, 2. Auflage 1924.
- Fragen des Gläubigerschutzes unter besonderer Berücksichtigung des Registerpfandes. Vortrag gehalten in der Versammlung des Vereins Berliner Kaufleute und industrieller im Sitzungssaal des Reichswirtschaftsrates am 16. März 1926. de Gruyter, Berlin / Leipzig 1926, Nachdruck de Gruyter, Berlin 2020, ISBN 978-3-11-114918-9 (Auszüge bei Google Books).
- mit Berthold Manasse: Das Gesetz über den Vergleich zur Abwendung des Konkurses vom 5. Juli 1927 (Vergleichsordnung). Spaeth & Linde, Berlin 1927, 2., verbesserte Auflage 1927, 3., neu bearbeitete Auflage 1929, 5., neu bearbeitete Auflage 1932.
- Mieter und Vermieter im heutigen Recht. Ein Wegweiser durch das Wohnungsrecht. Spaeth & Linde, Berlin 1930.
- Das Devisennotrecht. Systematische allgemeinverständliche Darstellung ..., unter gleichzeitigem Abdruck der gesetzlichen Verordnungen und Richtlinien nach dem Stande von Mitte März 1932. Rosenthal & Drews, Berlin-Charlottenburg 1932.